# Дюк Джонсън
Дюк Джонсън (на английски: Duke Johnson) е американски режисьор.
Роден е на 20 март 1979 година в Сейнт Луис. Завършва Нюйоркския университет, а през 2006 година получава магистърска степен от Консерваторията „Ей Еф Ай“ в Лос Анджелис.
Работи главно в областта на стоп моушън анимацията. През 2015 година режисира, заедно с Чарли Кауфман, филма „Аномалиса“ („Anomalisa“), който е номиниран за „Оскар“ за анимационен филм.